# بیل برک
ویلیام بْرَک (انگلیسی: William Brack؛ زادهٔ ۲۶ دسامبر ۱۹۳۵ در تورنتو، انتاریو) رانندهٔ سابق مسابقات اتومبیل‌رانی فرمول یک اهل کانادا است که از فصل ۱۹۶۸ تا ۱۹۶۹، و دوباره در فصل ۱۹۷۲ در مجموع در سه گراند پری شرکت کرد، اما موفق به کسب هیچ امتیازی نشد.